# Boopedon nubilum
Boopedon nubilum är en insektsart som först beskrevs av Thomas Say 1825.  Boopedon nubilum ingår i släktet Boopedon och familjen gräshoppor.

## Underarter
Arten delas in i följande underarter:
- B. n. nubilum
- B. n. maculatum

## Bildgalleri

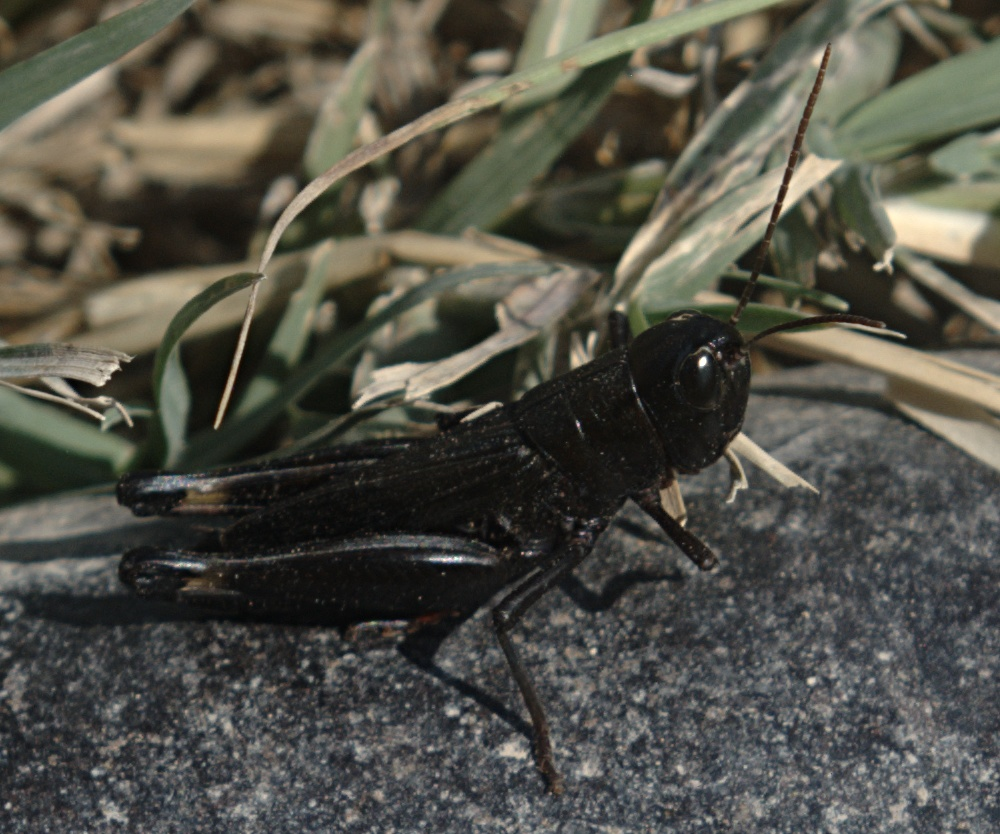
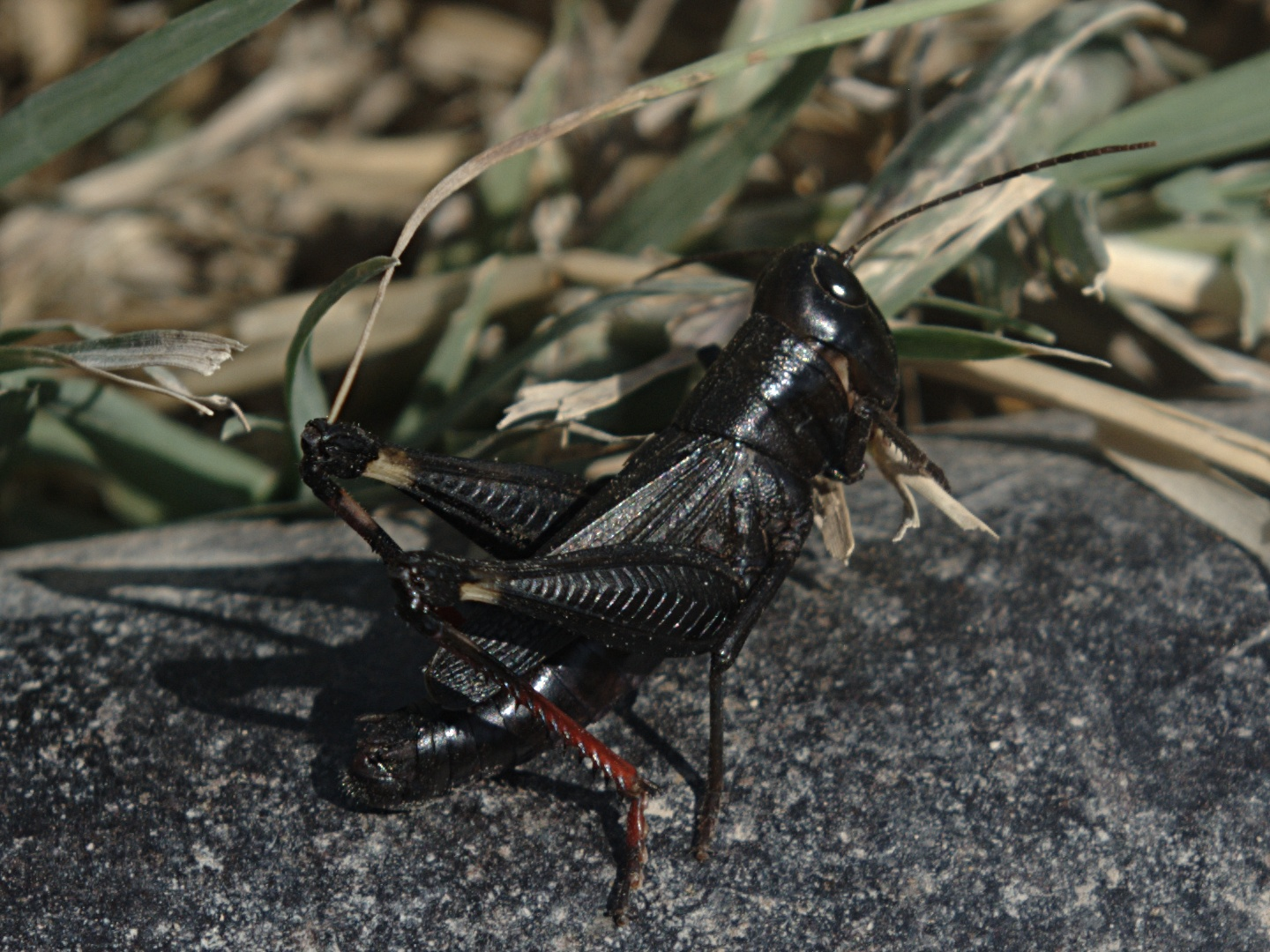